# Hrîbanove, Kroleveț
Hrîbanove (în ucraineană Грибаньове) este un sat în comuna Reutînți din raionul Kroleveț, regiunea Sumî, Ucraina.

## Demografie
Componența lingvistică a localității Hrîbanove
     Ucraineană (100%)
Conform recensământului din 2001, toată populația localității Hrîbanove era vorbitoare de ucraineană (100%).